# Willow River (Minnesota)
Pour les articles homonymes, voir Willow River.
Willow River est une ville américaine située dans le Comté de Pine, dans le Minnesota. Selon le recensement de 2010, sa population est de 415 habitants.